# Georg Schmidt (Politiker, 1807)
Johann Georg Schmidt (* 6. Februar 1807 in Rodau; † 22. September 1874 ebenda) war ein hessischer Landwirt und Politiker und Abgeordneter der 2. Kammer der Landstände des Großherzogtums Hessen.
Georg Schmidt war der Sohn von Johann Christoph Schmidt (1787–1831) und dessen Ehefrau Maria Elisabetha, geborene Daab. Schmidt, der evangelischen Glaubens war, war Bürgermeister in Rodau und heiratete dort am 27. September 1827 Catharina geborene Lorz (1804–1884).
Von 1847 bis 1849 und von 1851 bis 1856 gehörte er der Zweiten Kammer der Landstände an. Er wurde für den Wahlbezirk Starkenburg 12 bzw. 11/Groß-Bieberau gewählt.